# Жуніор Самбія
Жуніор Самбія (фр. Junior Sambia, нар. 7 вересня 1996, Ліон) — французький футболіст, правий захисник італійської «Салернітани».

## Ігрова кар'єра
Народився 7 вересня 1996 року в Ліоні. Вихованець юнацьких команд футбольних клубів «Ліон», «Макос», а з2013 року — «Ніор».
У дорослому футболі дебютував 2014 року виступами за головну команду «Ніора», за яку відіграв три сезони у Лізі 2. 
У серпні 2017 року приєднався на умовах річної оренди до вищолігового «Монпельє». За рік клуб скористався опцією викупу захисника за два мільйони євро. Відіграв за команду з Монпельє до заверіення контракту у травні 2022 року.
У липні 2022 року на правах вільного агента уклав чотирирічний контракт із «Салернітаною».

## Статистика виступів

### Статистика клубних виступів
Станом на 14 липня 2022
| Сезон                | Команда              | Чемпіонат            | Чемпіонат | Чемпіонат | Національний кубок | Національний кубок | Національний кубок | Континентальні кубки | Континентальні кубки | Континентальні кубки | Інші змагання | Інші змагання | Інші змагання | Усього | Усього | Усього |
| Сезон                | Команда              | Ліга                 | Ігор      | Голів     | Ліга               | Ігор               | Голів              | Ліга                 | Ігор                 | Голів                | Ліга          | Ігор          | Голів         | Ігор   | Голів  |        |
| -------------------- | -------------------- | -------------------- | --------- | --------- | ------------------ | ------------------ | ------------------ | -------------------- | -------------------- | -------------------- | ------------- | ------------- | ------------- | ------ | ------ | ------ |
| 2014–15              | «Ніор»               | Л2                   | 5         | 0         | КФ+КЛ              | 0                  | 0                  |                      | -                    | -                    |               | -             | -             | 5      | 0      |        |
| 2015–16              | «Ніор»               | Л2                   | 31        | 2         | КФ+КЛ              | 2+0                | 0                  |                      | -                    | -                    |               | -             | -             | 33     | 2      |        |
| 2016–17              | «Ніор»               | Л2                   | 37        | 4         | КФ+КЛ              | 3+1                | 0                  |                      | -                    | -                    |               | -             | -             | 41     | 4      |        |
| лип.-серп. 2017      | «Ніор»               | Л2                   | 3         | 0         | КФ+КЛ              | 0+1                | 0                  |                      | -                    | -                    |               | -             | -             | 4      | 0      |        |
| Усього за «Ніор»     | Усього за «Ніор»     | Усього за «Ніор»     | 76        | 6         |                    | 7                  | 0                  |                      | -                    | -                    |               | -             | -             | 83     | 6      |        |
| серп. 2017–18        | «Монпельє»           | Л1                   | 28        | 1         | КФ+КЛ              | 2+4                | 1+1                |                      | -                    | -                    |               | -             | -             | 34     | 3      |        |
| 2018–19              | «Монпельє»           | Л1                   | 30        | 0         | КФ+КЛ              | 1+1                | 0                  |                      | -                    | -                    |               | -             | -             | 32     | 0      |        |
| 2019–20              | «Монпельє»           | Л1                   | 17        | 1         | КФ+КЛ              | 3+2                | 0                  |                      | -                    | -                    |               | -             | -             | 22     | 1      |        |
| 2020–21              | «Монпельє»           | Л1                   | 36        | 1         | КФ                 | 5                  | 0                  |                      | -                    | -                    |               | -             | -             | 41     | 1      |        |
| 2021–22              | «Монпельє»           | Л1                   | 30        | 1         | КФ                 | 3                  | 0                  |                      | -                    | -                    |               | -             | -             | 33     | 1      |        |
| Усього за «Монпельє» | Усього за «Монпельє» | Усього за «Монпельє» | 141       | 4         |                    | 21                 | 2                  |                      | -                    | -                    |               | -             | -             | 162    | 6      |        |
| Усього за кар'єру    | Усього за кар'єру    | Усього за кар'єру    | 217       | 10        |                    | 28                 | 2                  |                      | -                    | -                    |               | -             | -             | 245    | 12     |        |